# FC Petržalka
FC Petržalka, grundad 7 juni 1898, är en fotbollsklubb i Bratislava i Slovakien. Klubben hade sin storhetstid under 1990- och 2000-talen då de spelade i den Slovakiska superligan. Under stora delar av denna period gick de under olika varianter av namnet Artmedia, döpta efter en av deras sponsorer.
Artmedia vann under 2000-talet ett flertal titlar, varav två ligatitlar säsongerna 2004/2005 och 2007/2008. Efter den första ligatiteln hade de även framgångar i kvalet till Champions League, då de kvalificerade sig för gruppspelet 2005/2006. Artmedia väckte uppmärksamhet genom att bland annat slå ut Celtic i kvalspelet och vända ett 0–2-underläge till 3–2-seger borta mot Porto i gruppspelet. Till slut blev de trea i gruppen och gick till sextondelsfinal i Uefacupen, där de åkte ut mot bulgariska Levski Sofia.
Säsongen 2009/2010 slutade klubben sist i ligan och blev nedflyttade. Två säsonger senare blev de nedflyttade till tredjedivisionen, och 2014 blev de av ekonomiska skäl tvångsnedflyttade till femtedivisionen. Petržalka spelar sedan säsongen 2018/2019 återigen i slovakiska andradivisionen.

## Meriter
- Slovakiska superligan (2): 2004/2005, 2007/2008
- Slovakiska cupen (2): 2003/2004, 2007/2008
- Slovakiska supercupen (2): 2005, 2008